# サモンナイトグランテーゼ 滅びの剣と約束の騎士
『サモンナイトグランテーゼ 滅びの剣と約束の騎士』（サモンナイトグランテーゼ ほろびのつるぎとやくそくのきし、Summon Night GRANTHESE）は、バンダイナムコゲームス（後のバンダイナムコエンターテインメント）より2010年3月11日に発売されたPlayStation 2用アクションRPG。フライト・プランが開発していた最後のサモンナイトシリーズである。

## 概要
バンダイナムコゲームス最後のPS2用ソフトであった。サモンナイト10周年記念作品。シリーズの外伝作品であり「ファンタジックアクションRPG」の「テーゼ」シリーズ最新作だが、世界観およびストーリーの繋がりはない。キャラクターデザインはエナミカツミ。
『Vジャンプ』2007年6月号にて『サモンナイト ツインエイジ 〜精霊たちの共鳴〜』が発表された際、本作の主人公であるロストとミレットのイラストが公開、PS2専用ソフト「新作サモンナイト（仮）」というタイトルで初お披露目となった。以降続報はなかったが、初公開から約2年後の2009年12月、本作の詳しい情報が公開された。
本作の発売から数ヶ月後、サモンナイトシリーズの開発元であるフライト･プランが業務を終了した。なお本作はシリーズ初のCERO『B』（12歳以上対象）の作品となった。

## ゲームシステム
サモンナイトシリーズの外伝作品『サモンナイトエクステーゼ 夜明けの翼』のように、2人の主人公を交互に切り替えながら操作していく3DアクションRPG。プレイヤーは男性主人公か女性主人公のどちらかを主人公として選択し、フィールドやダンジョンを自由に移動しながら雑魚モンスターとの戦闘やボス戦闘を行い、キャラクターと会話して物語を進めていく。
操作方法は主に『エクステーゼ』に準ずるが、今作はアクションパートが3Dになり、主人公の背後からカメラが追従する（主人公の背後からの視点で進む）ため、アナログスティックとボタンの操作が主になる。
武器が男女共通して剣のみであった『エクステーゼ』と異なり、今作では男性主人公の武器は剣（攻撃力が高く近距離攻撃のみ可能）、女性主人公の武器は銃（攻撃力が低く遠距離攻撃が可能）となっている。剣の場合は攻撃ボタンを連打、銃の場合は攻撃ボタンを押し続けることで連続攻撃が可能。連続攻撃数や剣の攻撃モーションはそれぞれ武器の性能により変化する。また、両主人公に共通して特殊攻撃とチャージ攻撃が存在し、通常の攻撃ボタンとは異なるボタンを押す、または押し続けることで、大振りのアクションを伴う攻撃やそれを強化した攻撃を行うことが出来る。
今作では歴代サモンナイトシリーズのMPに代わりAP（アクションポイント）が存在し、このAPを消費してチャージ攻撃や攻撃中のチェンジを行う。

### チェンジ（主人公の交代）
二人の主人公は任意のタイミングで（攻撃中のみAPを消費する）「チェンジ」を行うことができ、これによりその場でもう一方の主人公へと交代することが出来る。チェンジ回数の制限やチェンジの瞬間のタイムラグなどは存在せず、例えば女性主人公での銃攻撃で連続攻撃後に男性主人公にチェンジし、剣での攻撃でコンボを決めるといったことも可能である。
アクセサリと武器のみ主人公それぞれ独立して装備でき、HP、AP、経験値とレベルは両主人公共通である。どちらかの主人公がダメージを受けHPが0になるとその時点でゲームオーバーとなる。
ゲームオーバー後は、フィールドやダンジョン上の雑魚モンスターとの戦いの場合は、マップ上のフィールドの入り口からやり直し（フィールド上で使用したアイテムや獲得した経験値は元に戻る）または以前にセーブしたところからコンティニューが可能。ボス戦闘では負けても戦闘の直前からやり直すことが可能となっている。

### クリア後要素
今作では「テーゼ」シリーズでは初めて、クリアデータからコンティニューすることで2周目以降のプレイにデータを引き継ぐことが可能になった。
夜会話によるマルチエンディング
サモンナイトシリーズにおける共通要素である「夜会話」システムは本作にも登場している。
プレイ1周目の夜会話は二人の主人公の会話に限定されており相手を選ぶことは出来ず、エンディングもそれぞれの主人公で固定されている。しかし、2周目以降のプレイでは他のキャラクターとも夜会話を行うことが出来、会話するキャラクターによってエンディングが変化するマルチエンディング方式となっている。
アイテム練成のレシピ
プレイ中に手に入れたアイテムの練成レシピが引き継がれる（アイテムは引き継がれない）。
モンスター図鑑
周回プレイによってコンプリートが可能。
ギャラリー
プレイ中に手に入れたギャラリーの内容が全て引き継がれる。2周目以降で無いと手に入れられないギャラリーもあり、周回プレイで手に入れた今までのエンディングのスチルも全てプレイ中に閲覧することが可能。

## 登場キャラクター

### 主人公
ロスト / ロスファイアビュート・ナインベル
声 - 櫻井孝宏
男性主人公。ヒュムナス族。グライベル領国の騎士で、紅翼の七騎士団の元副団長。
身体を失くした魂が彷徨っていた所を子供たちに召喚される。召喚時のショックで記憶を失くしているが、自分が記憶喪失だと知っても動揺しない、冷静な若者。
他人の気持ちに少々鈍感で、思ったことをすぐ口に出し周囲を慌てさせてしまうこともある。
武器は剣。
ミレット / ミレニアンティーエット・ティアベル
声 - 井上麻里奈
女性主人公。ヒュムナス族。グライベル領国の神官長の娘。青の花姫を祖母に持つ、『末裔の子』。
ある事件に巻き込まれ、ロスト同様に魂の状態で彷徨っていたところを召喚される。
素直で優しく元気な少女だが、本来は病弱で一年のほとんどを屋敷の中で過ごしていたため世間知らずなところがあり、制御できない青の花姫の末裔の力に悩んでいる。
武器は銃。

### クスクス領
クスクス
大地と樹木を司る竜樹にして大守護召喚獣。クスクス領と子供達を守護している。

#### 子供達
ディノ・ディー
声 - 朴璐美
主人公を召喚した契約者の一人で、ディモール族の少年。
皮肉屋で主人公達にも生意気な口を利くが、仲間思いでココとフォルトを大切にしている。
主人公達への願いは「生き別れた兄を探し出すこと」。
ココ・メルメール
声 - 戸松遥
主人公を召喚した契約者の一人で、メルメール族の少女。
母親とはぐれ迷子になったところをクスクスに保護された。
おっとりとしていて非常に怖がりだが、心を許した相手には甘えん坊。
主人公達への願いは「はぐれてしまった母親と再会すること」。
フォルト・フォーリア
声 - 沢城みゆき
主人公を召喚した契約者の一人で、長命種フォーライト族の幼体。フォーライト族は石の一族のため、性別はない。
長生きなためか、博識で穏やか。主人公達にさまざまな情報を教えてくれる。
食事をしなくても生きられる種族のためか味覚センスが破滅的で、ココとディノからは料理を禁じられている。
主人公達への願いは「クスクス領がにぎやかになること」。

### 紅翼の七騎士団
アスナージ・セルベル
声 - 浪川大輔
紅翼の七騎士団の団長。ヒュムナス族。ロストの親友で、ミレットの婚約者。ある種族の『末裔の子』。
スカール・イーベル
声 - 小野大輔
紅翼の三の騎士。ヒュムナス族。三賢者の一人、花姫ニールの養子。
ニールの護衛役であるシルバッハを嫌っており、幼少の頃から屋敷に入れまいとさまざまな嫌がらせを行っていた。
ヒルギス・ディーベル
声 - 安元洋貴
紅翼の四の騎士。ヒュムナス族。「死にたがり」の異名を持つ。
自分の死に場所を求め過酷な戦場に赴くが、部下からは非常に慕われており、その度に死に損なっていることが目下の悩みとなっている。
ペールディ・ブラウ
声 - 渡辺明乃
紅翼の五の騎士。ヒュムナス族。通称「冷血のペールディ」。
名家の三女に生まれ、周囲の反対を押し切って騎士となった。かつてはロストの補佐役であり、ロストに想いを寄せていた。また、ミレットを以前から知っており、憧れを抱いていた。
ヴィルヘルム・シュトラルルーゼ
声 - 茶風林
紅翼の六の騎士。ヒュムナス族。紅翼の七騎士団の最年長騎士。
セルベル家に代々仕えており、アスナージの元教育係。
ジェド・ランダイオ
声 - 近藤隆
紅翼の七の騎士。ヒュムナス族。戦いの申し子。
砂漠の国サーバク領出身で、幼少時に苛酷な環境から家族を失い、グライベル領へ流れ着いた。家畜を襲って生き長らえていたところをロストの父とミレットの父に拾われ、二人に騎士見習いとして育てられる。

### 銀翼の三騎士団
シルバッハ・ベルガルド
声 - 寺島拓篤
銀翼の三騎士団の一の騎士。機械化された身体を持つ戦闘型兵士で、鋼の者アルキミア。花姫ニールの護衛役。
イシュー・シープハウベル
声 - 松原大典
元銀翼の三騎士団のニの騎士。シープハウベル族。兄の急死に伴い、騎士を退いて兄の治めていた村の村長の役目を引き継いでいる。
ゴートン
銀翼の三騎士団の三の騎士。
犬猿の中だったシルバッハとイシューを諌める仲介役的な立場で二人の頭の上がらない人物だったが、グライベル王殺害事件の主犯であるという告白を記した遺書を残し自殺した。

### タタラ領
ムロ・ナギノ
声 - 三宅健太
タタラ領カライザの里長。カクト族。「風の者」として大守護召喚獣アゴンを鎮める役目を持つ。
ナギノ家の租である氷の力を弟が受け継いだため、忍頭の役目を弟に譲り、カライザの里を納める傍ら里一の刀匠となる。
常に落ち着いていて何事にも動じない、懐の深い男。オウジとコトハを可愛がっている。
オウジ・ナギノ
声 - 柿原徹也
タタラ領カライザの若き忍頭でムロの弟。カクト族。「氷の者」としての力を持つ。
幼少時は敵にも味方にも恐れられる氷の力の使い手だったが、今は平和ボケしており力を使いこなすのに苦労している。
明るく生真面目な性格で頑張り屋だが、あらぬ方向に暴走し突っ走る癖がある。
コトハ・ナギノ
声 - 沢城みゆき
ムロの妹。カクト族。大守護召喚獣アゴンを祀る神殿の巫女で、「炎の者」と呼ばれる炎術の使い手。
巫女の役目を背負うゆえに、幼いながらも気丈に振る舞っているが、オウジに似ていざとなると突っ走ってしまう癖がある。

### グライベル三賢者
ベルガード
声 - 中田譲治
炎を司る炎竜にして、グライベル領国の大守護召喚獣。三賢者の一人。
ニール
声 - 名塚佳織
ベルガードの補佐役で三賢者の一人。白の花姫。かつては白の花の姉妹ブランフローム族の長だったが、ある事件をきっかけに一族に見捨てられる。スカールの養親。
現在は行方不明。
カレイド
グライベルの外交を務める神官長でミレットの父親。現在は行方不明。

### その他のキャラクター
ラスカ
声 - 井上喜久子
長命種で、旅を定めとする一族である「放浪の紫」。クスクスの友人。
極度の方向音痴であり、グライベル領には旧友を訪ねてやって来たが、迷子になって行き倒れ寸前だったところを主人公達に保護された。
ゲルダ・D・D
声 - 能登麻美子
機械化された身体を持つ鋼の者アルキミアの少女。
花姫ニールの世話役として、ニールと彼女の養い子であるスカールに献身的に仕えている。
妖精
彷徨える魂の状態だった主人公の前に現れ、それ以来気まぐれに姿を現す正体不明の発光体。
コトハに「玉虫」と名づけられ、その呼び名を気に入った様子を見せた。
移動中にストーリー進行と外れる高レベルのフィールドに進んでしまったりした場合に、危険を察知して教えてくれる。